# Comuna Kordîșiv, Șumsk
Kordîșiv (în ucraineană Кордишів) este o comună în raionul Șumsk, regiunea Ternopil, Ucraina, formată din satele Kordîșiv (reședința), Kruholeț și Mîrove.

## Demografie
Componența lingvistică a comunei Kordîșiv
     Ucraineană (99,38%)
     Alte limbi (0,55%)
Conform recensământului din 2001, majoritatea populației comunei Kordîșiv era vorbitoare de ucraineană (99,38%), existând în minoritate și vorbitori de alte limbi.